# Francisca de Assis Viana Moniz Bandeira
Francisca de Assis Viana Moniz Bandeira, primeira e única baronesa de Alenquer, (Salvador, 12 de março de 1824 — Santo Amaro, 8 de agosto de 1897) foi uma nobre brasileira, descendente da família Moniz Barreto de Aragão, influente no cenário político baiano do século XIX. Filha de Manuel Inácio Moniz Barreto de Aragão e Francisca de Assis Viana.

## Biografia
Viúva de Custódio Ferreira Viana Bandeira, neto do primeiro barão do Rio das Contas, fazendeiro e proprietário de engenho de cana-de-açúcar, de cujo casamento foram gerados dois filhos: Pedro Ferreira de Viana Bandeira, primeiro visconde de Ferreira Bandeira, e Manuel Inácio Ferreira de Viana Bandeira.
A baronesa tornou-se uma filantropa mais para o final de sua vida, tendo contribuído com avultada quantia para diversas obras sociais, das quais destaca-se o Hospício Pedro II.

## Títulos nobiliárquicos e honrarias
Baronesa de Alenquer
Título conferido por decreto imperial em 10 de setembro de 1882. 